# 천항지봉경구

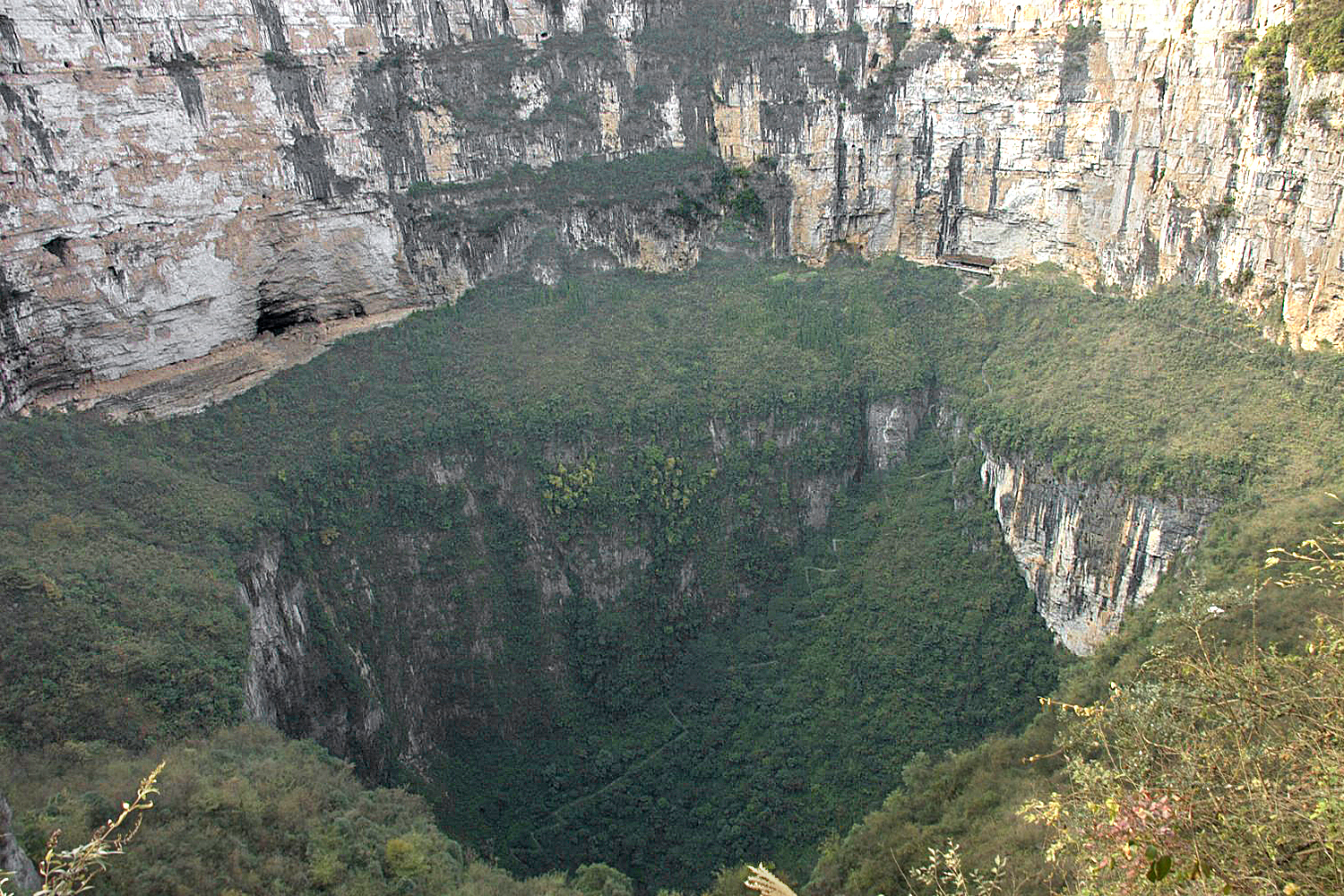
샤오자이톈궁

천항지봉경구(天坑地缝景区)는 충칭시 봉절현 흥륭진 샤오자이향에 위치하며, 샤오자이톈항과 천정협지봉을 포함한다.

## 소개

### 샤오자이톈궁 (小寨天坑)
샤오자이톈궁은 깊이 521-662m, 너비 535-625m, 총 용적 1억1900만 m로 깊이와 용적 두 지표로 볼 때 모두 세계 1위다. 지질학 명사 'Tiankeng'은 샤오자이톈궁(小天天坑)에서 따왔다.

### 천정협지간

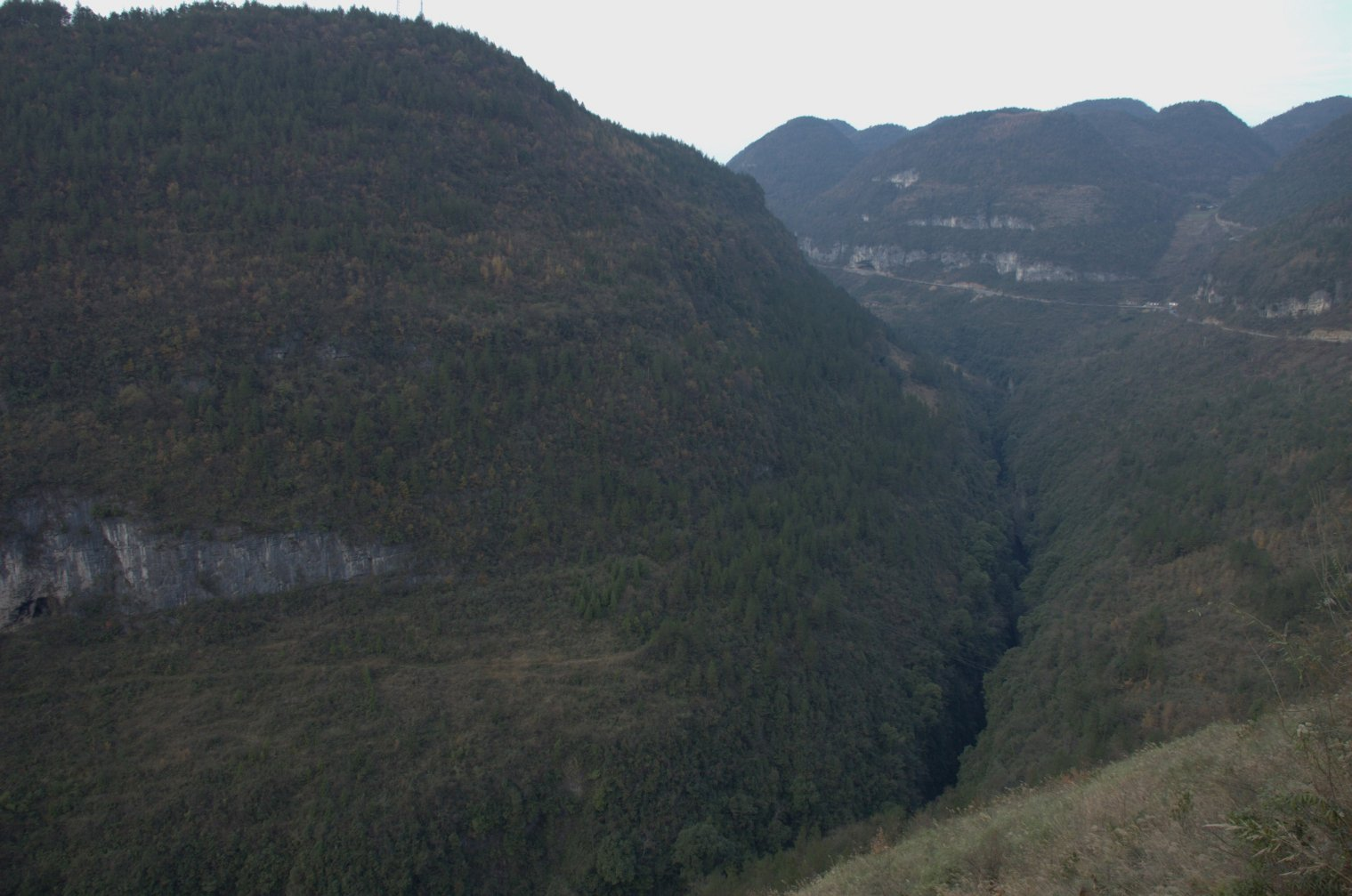
천정협지간

## 같이 보기
- 부룬카스트 (武隆喀斯特)
- 돌리네